# Bernard Dwyer
Pas d'image ? Cliquez ici

a Compétitions nationales et continentales officielles uniquement.

b Matchs officiels uniquement.
Bernard Dwyer, né le 20 avril 1967 à St Helens (Merseyside), est un ancien joueur de rugby à XIII anglais évoluant au poste de deuxième dans les années 1980 et 1990, ayant évolué en sélection britannique et irlandaise. Il fait ses débuts professionnels à St Helens RLFC, club où il reste jusqu'en 1995, hormis un intermède de cinq matchs en Australie à Manly-Warringah. En 1995, il quitte St Helens pour rejoindre Bradford Bulls où il reste cinq ans avant de prendre sa retraite sportive. Ses performances sous le maillot de St Helens l'ont amené à être introduit au temple de la renommée du club.